# Wadenhoe
Wadenhoe är en ort och civil parish i Storbritannien.   Den ligger i grevskapet Northamptonshire och riksdelen England, i den sydöstra delen av landet, 110 km norr om huvudstaden London. Wadenhoe ligger 53 meter över havet och antalet invånare är 124.
Terrängen runt Wadenhoe är platt, och sluttar österut. Runt Wadenhoe är det ganska tätbefolkat, med 179 invånare per kvadratkilometer. Närmaste större samhälle är Kettering, 15,1 km väster om Wadenhoe. Trakten runt Wadenhoe består till största delen av jordbruksmark.